# Kai Hahto
Kai Hahto (* 31. prosince 1973, Vaasa, Finsko) je finský metalový bubeník, člen skupiny Wintersun a nyní stálý člen kapely Nightwish. Dříve působil též v několika dalších skupinách, mimo jiné ve Swallow the Sun. Kromě metalové hudby zvládá na bicí zahrát též jazz.